# ألف سوبيرغ
ألف سوبيرغ (بالسويدية: Alf Sjöberg)‏ (و. 1903 – 1980 م) هو مخرج سينمائي، وكاتب سيناريو، وممثل، ومخرج، من السويد، ولد في ستوكهولم، توفي في ستوكهولم، عن عمر يناهز 77 عاماً بسبب حوادث السيارات.

## وصلات خارجية
- ألف سوبيرغ على موقع IMDb (الإنجليزية)
- ألف سوبيرغ على موقع الموسوعة البريطانية (الإنجليزية)
- ألف سوبيرغ على موقع مونزينجر (الألمانية)
- ألف سوبيرغ على موقع ألو سيني (الفرنسية)
- ألف سوبيرغ على موقع أول موفي (الإنجليزية)
- ألف سوبيرغ على موقع قاعدة بيانات برودواي على الإنترنت (الإنجليزية)
- ألف سوبيرغ على موقع قاعدة بيانات الأفلام السويدية (السويدية)
- ألف سوبيرغ على موقع قاعدة بيانات الفيلم (الإنجليزية)
- ألف سوبيرغ على موقع كينوبويسك (الروسية)